# 28 Liberty Street
28 Liberty Street (ehemals: One Chase Manhattan Plaza) ist ein 248 Meter hoher Wolkenkratzer mit 60 Stockwerken in Manhattan in New York City. Es befindet sich im Financial District in Lower Manhattan an der Liberty Street zwischen Broadway und Church Street.

## Beschreibung

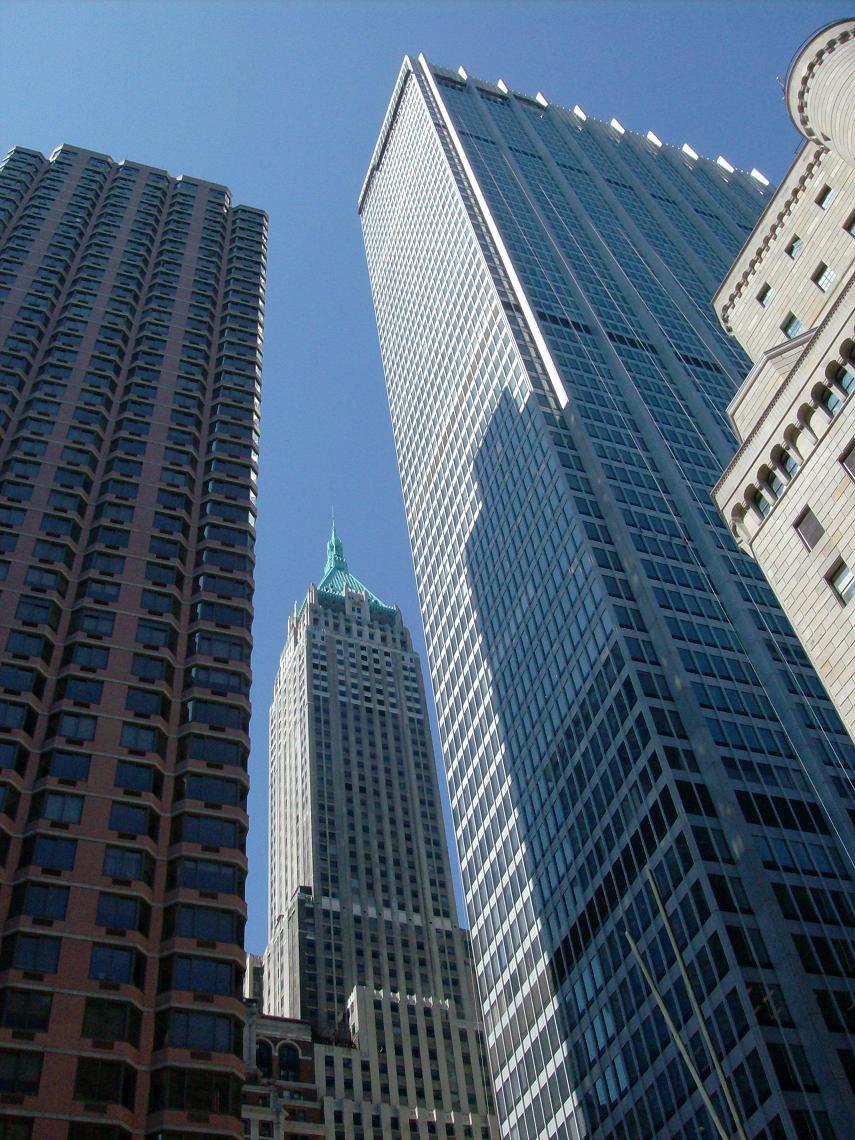
Blick von unten auf das Gebäude (rechts), weiter hinten 40 Wall Street

Das Gebäude wurde im Jahr 1961 nach rund fünf Jahren Bauzeit fertiggestellt. Das Bauwerk wurde von dem bekannten Architekturbüro Skidmore, Owings and Merrill (SOM) entworfen, während die Plaza vor dem Gebäude von Isamu Noguchi gestaltet wurde. Es hat 60 Stockwerke und ist 247,8 Meter hoch, diese Höhe macht es zum 40-höchsten Gebäude in New York City (Stand 2024). Das Gebäude von Gorden Bunshaft (Skidmore, Owings and Merrill) wurde im internationalen Stil gebaut und ähnelt dem Inland Steel Building in Chicago. Die Fassade des Bauwerks besteht aus aluminiumumhüllten Stahlträgern und Glas. Es besitzt eine Nutzfläche von etwa 213.000 Quadratmetern in den Bereichen über dem Straßenniveau und 600 Quadratmetern in den Bereichen unter dem Straßenniveau. Die Nutzfläche des Gebäudes wird mit Ausnahme einiger technischer Einrichtungen fast vollständig für Büros verwendet.
Am 10. Februar 2009 wurde das Gebäude und die davorliegende Plaza von der New Yorker Landmarks Preservation Commission unter Denkmalschutz gestellt. 2013 wurde das Gebäude vom bisherigen Eigentümer JPMorgan Chase an die chinesische Fosun-Gruppe verkauft. In der Folge wurde das Gebäude in 28 Liberty Street umbenannt.